# میگل ساندووال
میگل ساندووال (انگلیسی: Miguel Sandoval؛ زادهٔ ۱۶ نوامبر ۱۹۵۱) یک هنرپیشه اهل ایالات متحده آمریکا است.
از فیلم‌ها یا برنامه‌های تلویزیونی که وی در آن نقش داشته است می‌توان به پارک ژوراسیک، کوکائین، کار درست را بکن، واضح و خطر موجود، خصوصی و شخصی، چیزهایی …، هاوارد اردکه، گوشه‌ای از بهشت، بازی منصفانه، وحشت و شوک بطری اشاره کرد.